# Monossacarídeo
Monossacarídeos são carboidratos não polimerizados, por isso, não sofrem hidrólise. Possuem em geral entre três e sete átomos de carbono. O termo inclui aldoses, cetoses, e vários derivados, por oxidação, desoxigenação, introdução de outros grupos substituintes, alquilação ou acilação das hidroxilas e ramificações.

## Quanto aos grupamentos funcionais

Frutose

Aldoses: Monossacarídeos de função mista poliálcool-aldeido, como a glicose , galactose, arabinose e manose:
Cetoses: Monossacarídeos de função mista poliálcool-cetona, como a frutose:

## Quanto ao número de átomos decarbono

Eritrose

Ribose

Galactose

Trioses: Monossacarídeos com 3 átomos de carbono:
Tetroses: Monossacarídeos com 4 átomos de carbono: 
Pentoses: Monossacarídeos com 5 átomos de carbono: 
Hexoses: Monossacarídeos com 6 átomos de carbono: 
Heptoses: Monossacarídeos com 7 átomos de carbono

## Ciclização

### Furano e pirano
- Furano: É um pentanel de fórmula molecular C4H4O

- Pirano: É um hexanel de fórmula molecular C5H6O

Quando monossacarídeos se ciclizam sob a forma do anel "pirano" são conhecidos como piranosídicos e o nome do monossacarídeo é acompanhado pelo sufixo piranose, a fim de designar sua correta conformação espacial. Por exemplo, a glucose piranosídica é conhecida como glucopiranose. A mesma conjugação de substantivos também é válida para os monossacarídeos que se ciclizam na forma do anel furanosídico (nome oriundo da molécula furano). A frutose, por exemplo, se ciclizada dessa forma, é conhecida como frutofuranose.

### Ciclização de hexoses
Em solução aquosa, as hexoses sofrem uma interação intramolecular formando uma estrutura cíclica, na forma de pentanel ( furano ) ou na forma de hexanel ( pirano ).

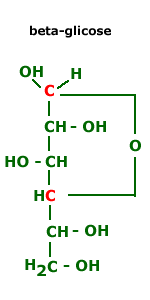

- Quando a interação ocorre entre os carbonos 1 e 4 forma-se a α-glicose furanósica ( os grupos OH dos carbonos 1 e 2 estão em posição cis) ou a forma β-glicose furanósica ( os grupos OH do carbono 1 e 2 estão em posição trans):

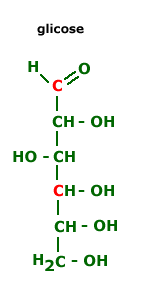

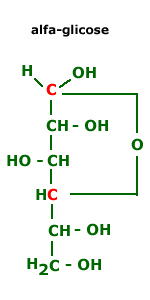

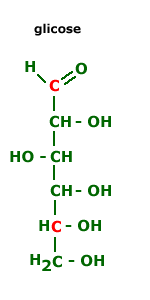

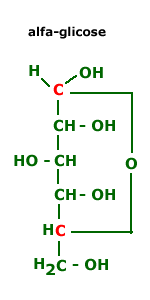

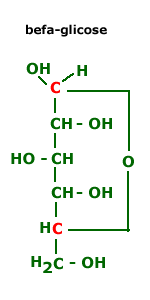

⇐> 
⇐> 
- Quando a interação ocorre entre os carbonos 1 e 5 forma-se a α-glicose piranósica ( os grupos OH do carbono 1 e 2 estão em posição cis) ou a forma β-glicose piranósica ( os grupos OH dos carbonos 1 e 2 estão em posição trans):

⇒
⇐> 

## Isomeria espacial
Isomeria óptica: A existência de carbonos assimétricos confere aos monossacarídeos a propriedade de girar as ondas unidirecionais da luz polarizada possuindo, portanto, estruturas destrógiras ( D ) e levógiras ( L ).
Isomeria geométrica: Devido a interação intramolecular, as hidroxilas dos carbonos 1 e 2 dos monossacarídeos podem orientar-se espacialmente na configuração cis ( α ) ou trans ( β).